# Robert de Deen
Robert  de Deen, (Fr.: Robert le Danois) (965 - 1037) was aartsbisschop van Rouen (989-1037) en graaf van Évreux (996-1037).
Hij was de zoon van Richard I van Normandië, en Gunnora, die van Scandinavische afkomst was. Al op jonge leeftijd vertrouwde zijn vader hem het ambt van aartsbisschop van Rouen toe, hetgeen de belangrijkste kerkelijke titel binnen Normandië was. Na de dood van zijn vader in 996 werd zijn oudste broer Richard opvolgende graaf in Normandië en hij werd graaf van Evreux. 
Robert vond dat hij als graaf het recht had om te trouwen, en huwde met Herleva, waarschijnlijk de dochter van Turstin de Rijke. Robert was dus een getrouwde aartsbisschop en zou zelfs kinderen krijgen. Hoewel het celibaat nog niet officieel door de kerk was ingesteld, waren huwelijken onder hoge geestelijken uitzonderlijk. Volgens de historicus François Neveux is Robert zonder twijfel een “meer wereldse dan religieuze” aartsbisschop. Aan het eind van het jaren 1020 begon Robert aan een uitbreiding van de kathedraal van Rouen. We weten ook, dankzij de archeoloog Jacques le Maho, dat de aartsbisschop-graaf zijn kasteel van Gravenchon in een werkelijk paleis veranderde aan het begin van de 11e eeuw. Robert was een mecenas en onderhield een literaire kring. De satiricus Garnier en de geschiedschrijver Dudo van Saint-Quentin dragen enkele werken aan hem op.
In 1027 volgde zijn neef Robert de Duivel op omstreden wijze diens broer Richard III van Normandië op en werd hertog van Normandië (hertogdom sinds 1015). Kort daarna viel hij Robert de Deen aan. Robert werd verdacht van een complot tegen de nieuwe hertog. Anderzijds wordt gesproken van onteigeningen door de aartsbisschop in het nadeel van de hertog. Robert moest vluchten uit Rouen en verschanste zich in Évreux. De hertog belegerde de stad en uiteindelijk moest Robert Normandië verlaten. De verbannen aartsbisschop sloeg terug door Robert de Duivel te excommuniceren en een interdict op te leggen voor het hertogdom. In 1031 verzoenden Robert en Robert de Duivel zich met elkaar en kon Robert terugkeren. Robert werd de voornaamste adviseur van de hertog en hielp een conflict tussen de hertog en zijn neef Alan III van Bretagne op te lossen.
Robert en Herleva kregen de volgende kinderen:
- Richard
- Rudolf (ovl. 1051), heer van Gacé en Varenguebec, gehuwd met Basilie (ovl. 16 januari 1099/1100), dochter van Gerard Flaitel (ovl. voor 1047). Hun zoon Robert (ovl. ca. 1063) was heer van Gacé, na zijn dood verviel zijn leengoed aan de toenmalige hertog Willem de Veroveraar. Basilie hertrouwde met Hugo (III) van Gournay.
- Willem, gehuwd met Hawise, weduwe van Robert van Grantmesnil. Hawise had bij Robert zes kinderen gekregen. Willem en Hawise kregen een dochter Judith (ovl. 1076). Haar halfbroer, abt Robert van Grantmesnil van Saint-Evroul-sur-Ouche, was haar voogd. Toen die in conflict kwam met Willem de Veroveraar, vluchtte hij met Judith naar de Normandiërs in Italië. In november 1061 trouwde ze in San Martino d'Agri met Rogier van Hauteville die daarna Sicilië veroverde en in 1071 graaf van dat eiland werd.
- Wouter

Robert had ook nog een buitenechtelijk kind:
- Rudolf van Vacé, een van de moordenaars van Gilbert van Brionne en een opvoeder van Willem de Veroveraar.